# Enicospilus sauteri
Enicospilus sauteri là một loài tò vò trong họ Ichneumonidae.